# ماهریواراترا
ماهریواراترا (به لاتین: Maherivaratra) یک منطقهٔ مسکونی در ماداگاسکار است که در بخش امبانجا واقع شده‌است. ماهریواراترا ۴٬۱۵۱ نفر جمعیت دارد و ۱۵ متر بالاتر از سطح دریا واقع شده‌است.